# Floriano Martello
Floriano Martello (* 1. Februar 1952 in Roana) ist ein ehemaliger italienischer Eisschnellläufer.
Martello wurde zweimal italienischer Meister im Mehrkampf (1978, 1979) und nahm von 1970 bis 1980 an internationalen Wettbewerben teil. Dabei kam er in der Saison 1973/74 bei der Mehrkampfweltmeisterschaft 1974 in Inzell auf den 33. Platz im Großen Vierkampf und schied bei der Mehrkampfeuropameisterschaft 1974 in Eskilstuna im Großen Vierkampf nach drei von vier Läufen auf den 25. Platz aus. Bei seiner einzigen Teilnahme an Olympischen Winterspielen im Februar 1976 in Innsbruck belegte er den 26. Platz über 1000 m und den 25. Rang über 1500 m. In der Saison 1977/78 lief er bei der Mehrkampfweltmeisterschaft 1978 in Göteborg auf den 26. Platz und bei der Mehrkampfeuropameisterschaft 1978 in Oslo auf den 27. Rang im Großen Vierkampf.

## Persönliche Bestzeiten
| Disziplin | Zeit         | Datum           | Ort                  |
| --------- | ------------ | --------------- | -------------------- |
| 500 m     | 40,42 s      | 27. Januar 1979 | Madonna di Campiglio |
| 1000 m    | 1:21,27 min  | 19. Januar 1980 | Madonna di Campiglio |
| 1500 m    | 2:03,14 min  | 9. Januar 1979  | Madonna di Campiglio |
| 3000 m    | 4:23,48 min  | 10. Januar 1978 | Madonna di Campiglio |
| 5000 m    | 7:49,81 min  | 6. Januar 1978  | Inzell               |
| 10.000 m  | 16:19,48 min | 21. Januar 1978 | Madonna di Campiglio |